# Geghamabak
Geghamabak (en arménien Գեղամաբակ ; anciennement Ghayabagh) est une communauté rurale du marz de Gegharkunik, en Arménie. Elle compte 138 habitants en 2008.